# Martin Dibelius
Pour les articles homonymes, voir Dibelius.
Martin Dibelius (Dresde, 14 septembre 1883 – Heidelberg, 11 novembre 1947 ) est un bibliste et théologien protestant allemand qui fut professeur de Nouveau Testament à l'université de Heidelberg.

## Biographie
Martin Dibelius est le fils du pasteur Franz Wilhelm Dibelius et le cousin d'Otto Dibelius, qui lui (aussi théologien) s'implique au cours de la Seconde Guerre mondiale dans l'Église confessante.
Martin Dibelius étudie la théologie et la philosophie aux universités de Neuchâtel, Tübingen, Leipzig et Berlin, et enseigne dans cette dernière en 1910. En 1915, il devient professeur de Nouveau Testament à la Faculté de théologie de l'université de Heidelberg.
Dibelius a surtout laissé sa marque dans l'analyse du Nouveau Testament et dans la quête du Jésus historique car il est, avec Rudolf Bultmann, à l'origine de la méthode dite de la « critique des formes » (Formgeschichte) dans l'étude des Évangiles synoptiques. Son principal ouvrage en ce domaine est Die Formgeschichte des Evangeliums (Critique des formes des Évangiles) (Tübingen, 1919), mais ses autres publications sur la critique des formes tiennent également une place essentielle dans l'exégèse historico-critique de la Bible.
Vers 1930 éclate l'affaire Dehn : le théologien Günther Dehn, pacifiste et professeur de théologie pratique, critique si fortement la guerre et le service militaire qu'il donne l'impression de considérer les soldats comme des assassins. Dibelius sympathise dès le départ avec les positions de Dehn, ce qui n'est pas sans risque dans l'Allemagne d'alors. Dans un premier temps seuls trois (puis quatre) autres collègues ont le courage de se prononcer ouvertement en faveur de Dehn. La plupart des autres théologiens ont des penchants pour le nazisme. Au bout du compte, Dehn est démis de ses fonctions et chassé de l'université.
À côté de ses recherches sur le Nouveau Testament, Dibelius s'engage jusqu'à sa mort pour le mouvement œcuménique.

## Publications
- Die Lade Jahwes. Eine religionsgeschichtliche Untersuchung, diss. Tübingen, 1906
- Die Geisterwelt im Glauben des Paulus, 1909
- Die urchristliche Überlieferung von Johannes dem Täufer, 1911
- Die Formgeschichte des Evangeliums, 1919
- Geschichtliche und übergeschichtliche Religion im Christentum, 1925
- Urchristentum und Kultur, 1928
- Was heißt heute evangelisch?, 1929
- Jungfrauensohn und Krippenkind. Untersuchung zur Geburtsgeschichte Jesu im Lukasevangelium, 1932
- Die Botschaft von Jesus Christus. Die alte Üben, der Gemeinde in Geschichte, Sprüchen und Reden wiederhergesteld und verdeutlicht, 1935
- Jesus 1939
- Paulus auf dem Areopag, 1939
- The Sermon on the Mount, New York, 1940